# ستروجيتشي
 ستروجيتشي  (بالسيريلية الصربية: Струјићи) هي قرية في بلدية تريبينيي، جمهورية صربسكا، البوسنة والهرسك.